# La máquina del cambiazo
La máquina del cambiazo es una historieta de 44 páginas del autor de cómics español Francisco Ibáñez, publicada en 1971.

## Trayectoria editorial
La historieta fue publicada originariamente en los números 15 a 19 de la revista en la revista Mortadelo entre el 8 de marzo y el 5 de mayo de 1971; esta historieta daba fin a la saga iniciada con la corta La máquina del cambiazo (6 páginas), publicada en el número extra de verano de la revista Gran Pulgarcito el 5 de julio de 1969, y continuada con las cortas El malvado Jack "Tortazo y la máquina del cambiazo (8 páginas) y Otra racha de traspasos con la máquina del cambiazo (8 páginas), publicadas en los números 2 y 3 de la revista Super Pulgarcito en diciembre de 1970. 
Posteriormente aparecería en el número 9 de la colección Ases del humor a un precio de 125 pesetas, en el 10 de Magos del humor, aparecería y daría título al álbum n.º 96 de la cuarta edición de la Colección Olé, y en la colección Súper Humor junto a Valor y... ¡al toro!, Contra el "gang" del chicharrón, El caso del bacalao y Los superpoderes.
Los títulos con los que se publicaron cada uno de los episodios de la historieta larga fueron los siguientes:
- La máquina del cambiazo
- El malvado Jack "Tortazo" y la máquina del cambiazo
- Otra racha de traspasos con la máquina del cambiazo
- La máquina del cambiazo o la cosecha del porrazo
- Y sigue la maquinita, fastidiando, la maldita
- ¡Vaya un cambiazo, Jesús! ¡El Súper por un obús!
- La máquina, cual sardina, se mece en el mar de China
- Con el chucho Carcamal, la historia llega al final

En esta historieta se muestra una caída de la aristocracia como en una viñeta en la que una obesa condesa caía encima de Filemón sin que se le pudiera levantar, algo que permitió la censura franquista.

## Sinopsis
El profesor Bacterio ha inventado la máquina del cambiazo. Esa máquina sirve para cambiar de posición a la gente. Una persona entra en la máquina, se escogen unas coordenadas y la persona que esté dentro de la máquina aparecerá en esas coordenadas remplazando a la persona que se hallaba allí. Esta última aparecerá en la máquina sin saber como ha llegado allí. 
La T.I.A. quiere aprovechar el invento para capturar a varios delincuentes. Mortadelo y Filemón serán los encargados de meterse en la máquina para cambiarse de posición por los maleantes. 

## Otras apariciones de la máquina
La máquina del cambiazo vuelve a aparecer con distintas modificaciones en las siguientes historietas:
- La historieta corta La cámara busca fresquito, publicada en el especial verano de 1976. La máquina está adaptada para buscar sitios frescos.
- La historieta corta La cámara calorífera, publicada en el especial Navidad de 1977. La máquina está adaptada para buscar sitios calurosos.
- La historieta corta El cacharro del tiempo publicada en la revista Super Mortadelo n.º 81 de 1991, ahora además la máquina se ha modificado para que también pueda hacer viajar por el tiempo a sus ocupantes.
- El quinto centenario, la máquina vuelve a mostrar su habilidad para intercambiar gente a través del tiempo
- La maldita maquinita, mismas características que la máquina original, con alguna mejora como por ejemplo, su capacidad móvil. La historieta se hizo con motivo del 40 aniversario de Mortadelo y Filemón.
- ¡Bajo el bramido del trueno!. La misma máquina, que vuelve a ejercer su capacidad para viajar por el tiempo. La emplean para buscar la localización de los enemigos del Capitán Trueno.

Además en la película de dibujos animados basada en los personajes de Ibáñez El armario del tiempo el aparato que da título a la película tiene un funcionamiento muy similar al de la citada máquina.